# 1091

## Úmrtí
- 8. srpna – Altman z Pasova, německý šlechtic a světec (* 1015)
- 11. srpna – Boleslav, nejstarší syn českého krále Vratislava II. a jeho třetí manželky Svatavy Polské, kníže olomouckého údělu (* po 1062)

## Hlava státu
- České království – Vratislav II.
- Svatá říše římská – Jindřich IV. – Konrád Francký vzdorokrál
- Papež – Urban II.
- Anglické království – Vilém II. Ryšavý
- Francouzské království – Filip I.
- Polské knížectví – Vladislav I. Herman
- Uherské království – Ladislav I.
- Byzantská říše – Alexios I. Komnenos